# КрАЗ-255Б
КрАЗ-255Б (англ. KrAZ-255B) — важкий вантажний автомобіль-всюдихід з колісною формулою 6x6 вантажопідйомністю 7,5 тонн, що випускався серійно Кременчуцьким автомобільним заводом з 1967 по 1994 роки. Створений на основі КрАЗ-214Б, від якого успадковане загальне компонува́ння. Серед основних відмінностей — потужніший і економніший двигун ЯМЗ-238 і широкопрофільні шини з системою регулювання тиску. Призначений для транспортування вантажів та особового складу по дорогах і бездоріжжю.
Загалом було виготовлено близько 85-ти тисяч автомобілів.

## Історія
У липні 1967 року поставлено на конвеєр Кременчуцького автомобільного заводу, з 8 серпня 1967 року розпочалося масове виробництво. КрАЗ-255Б з колісною формулою 6×6, який, як і попередник КрАЗ-214, мав фари з індивідуальним обтічним корпусом і покажчики поворотів краплеподібної форми, що встановлювались окремо від фар.
Всього було випущено майже 82 тисячі КрАЗ-255Б. З урахуванням шасі і спеціальних машин, до припинення виробництва в 1993 році було випущено 160 732 автомашини сімейства КрАЗ-255Б і КрАЗ-255Б1.
З 1969 року виготовлявся модернізований КрАЗ-255Б зі зміненим дизайном передньої світлотехніки: фари і поворотники встановлювалися в прямокутні металеві короби.
У 1975 році КрАЗ-255Б був нагороджений Державним знаком якості СРСР.
З 1979 року випускалася модернізована версія — КрАЗ-255Б1, яка мала розді́льний привід гальм та інші незначні конструкційні зміни.
Внаслідок вдосконалення конструкції, з часом ресурс до капремонту збільшувався: якщо до 1970 року ресурс КрАЗ-255Б становив 80 тис. км, то у випущених в 1970-1979 роки - 125 тис. км, а у випущених в 1980-1982 роки - 140 тис. км.

## Конструкція[1]

### Кузов

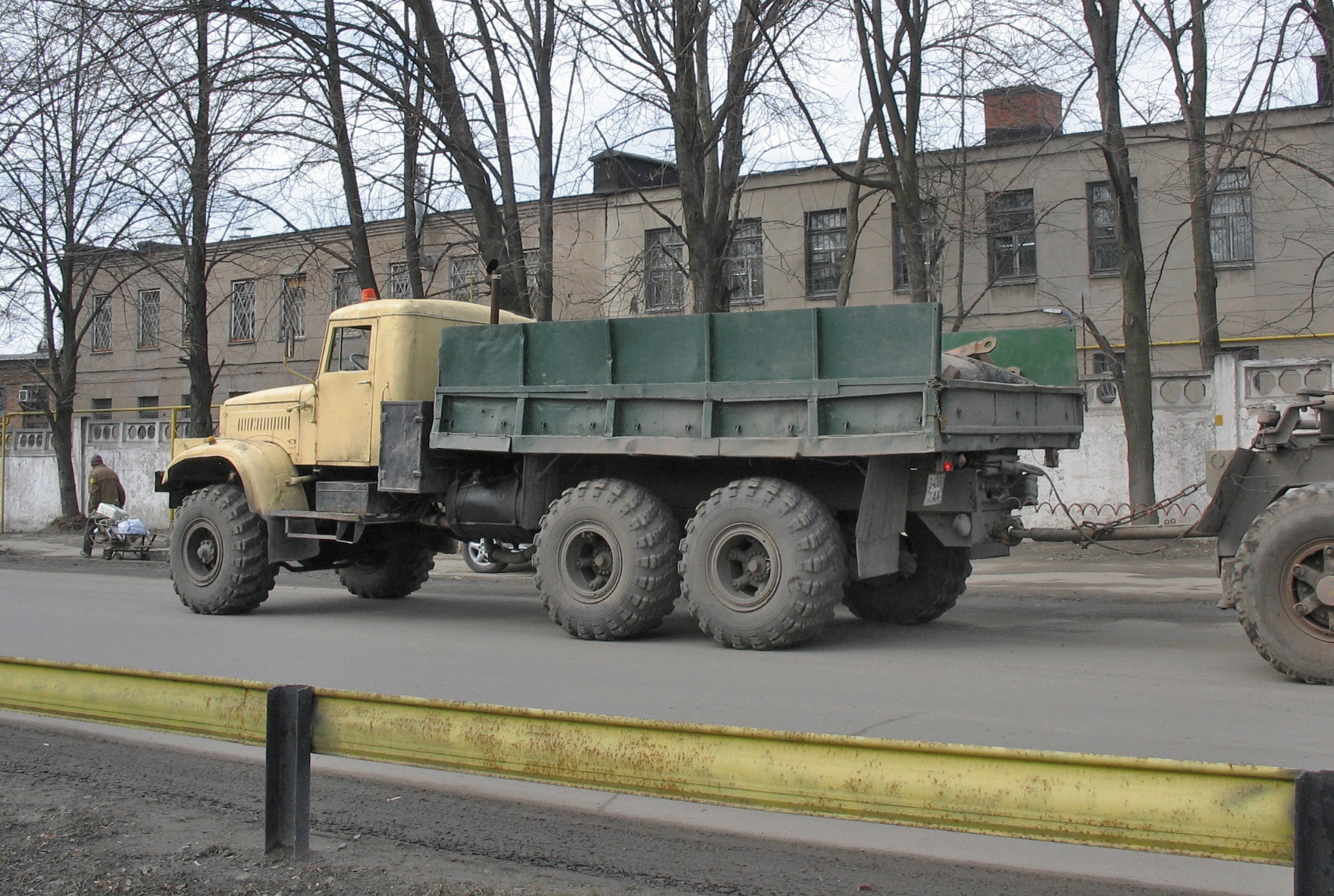
КрАЗ-255Б1

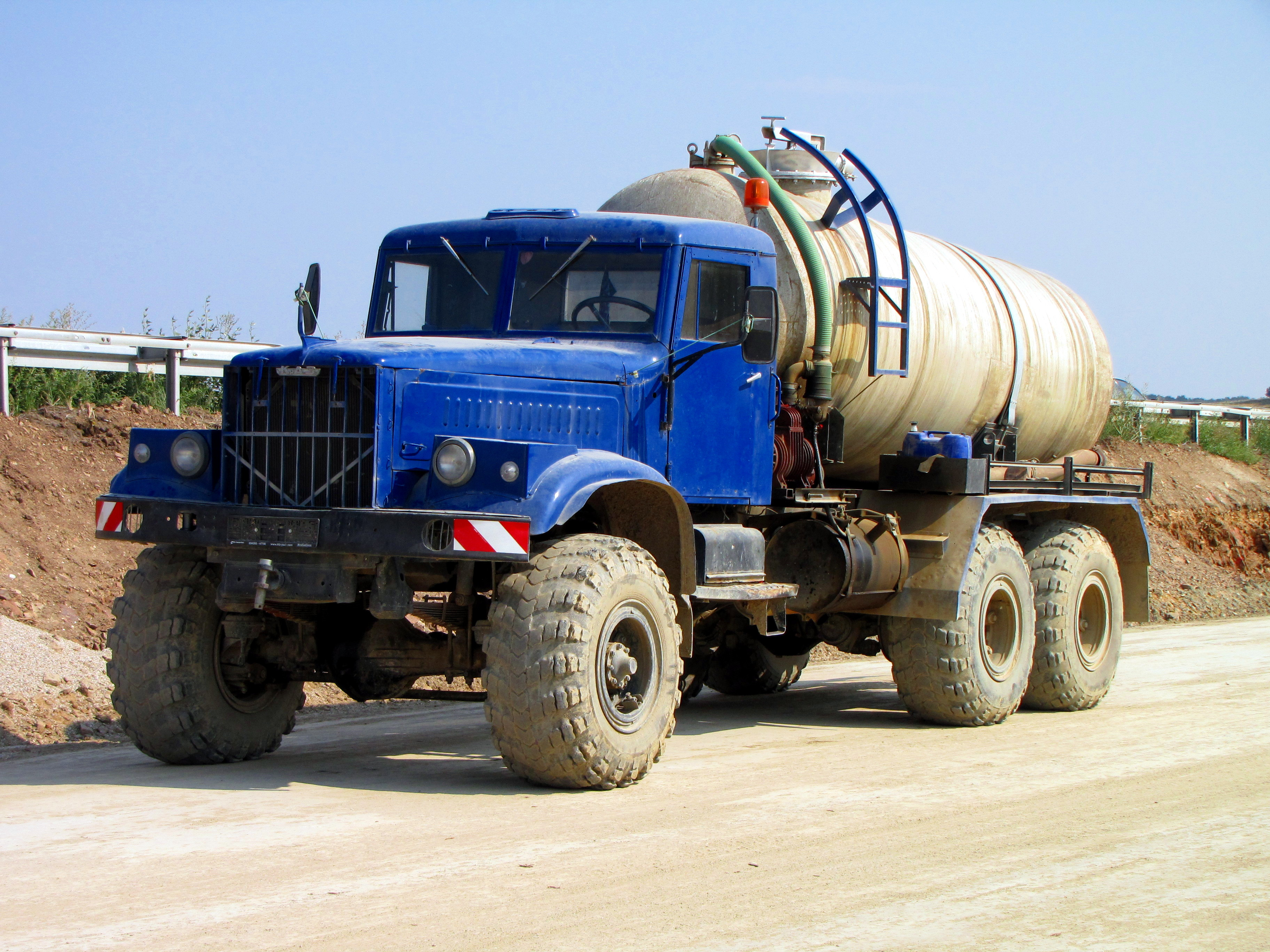
КрАЗ-255Б з цистерною

Кузов автомобіля складається з рами, бортової платформи і кабіни. Кабіна капотного типу, тримісна, без спального місця, з дерев'яним каркасом і металевою обшивкою.
Акумулятор 6СТ-182ЕМ (2 шт.). Радіус повороту 14,2 м. Можливий підйом 58 %. Глибина броду 1 м.

### Двигун
Всі автомобілі сімейства КрАЗ-255 оснащені дизельним V-подібним 8-циліндровим двигуном ЯМЗ-238. Двигун має по два клапани на кожен циліндр. Максимальна потужність двигуна — 240 к.с. при 2100 об/хв, максимальний обертовий момент — 90 кгс·м при 1500 об/хв. Ступінь стиснення — 16,5. Робочий об'єм — 14,86 л.
Запас ходу 750 км.

### Трансмісія
Зчеплення ЯМЗ-238, фрикційного типу, дводискове, сухе, з циліндричними натискними пружинами.
Коробка передач — ЯМЗ-236Н, механічна, з нерухомими осями валів, шестернями постійного зчеплення (крім шестерень I передачі і заднього ходу), триходова, п'ятиступінчаста, з синхронізаторами на II—III і IV—V передачах.
Роздавальна коробка — механічна, двоступенева, з міжосьовим диференціалом, що блокується, Передавальні числа: вище-1,23, нижче — 2,28. Управління роздавальної коробки — двома важелями. Карданна передача складається з чотирьох карданних валів: коробка передач — роздавальна коробка, роздавальна коробка — середній міст, роздавальна коробка — задній міст (два карданних вала з проміжною опорою). Всі вали відкритого типу.
Всі три мости — ведучі та уніфіковані основними деталями. Кожен міст має двоступеневий редуктор і повністю розвантажені півосі. Передній міст має шарніри рівних кутових швидкостей (ШРУСи) для передачі крутного моменту на ведучі колеса під час повороту. Середній міст відрізняється від інших наявністю обробленої майданчика для установки проміжної опори карданного валу заднього моста.

### Кермовий механізм
Кермовий механізм — типу гайки-рейки з кульками, що перекочуються, і зубчастим сектором. Є гідропідсилювач поршневого типу.

### Колеса і шини
Колеса — дискові, обід 8,5 В-20, кріплення на 10 шпильках. Шини — 12.00-20 (320—508), 12.00R20 (320R508), допускається встановлення шин 11.00R20 (300R508). Тиск повітря в шинах 12.00-20 (320—508): передніх — 3,5; візки — 4,4 кгс/см. У шинах 12.00R20 (320R508): передніх — 5,1; задніх — 5,9 кгс/см. У шинах 11.00R20 (300R508): передніх — 5,4; візки — 6,3 кгс/см. Число коліс 10 +1.

### Перекидаючий механізм платформи
Гідравлічний, двоциліндровий, діє на платформу через важільно-балансуючу систему. Насос — шестерневий мод. КрАЗ-222Б; робочий тиск 34 кгс/см². Обсяг гідросистеми — 70л.

### Підвіска
Передня — на двох поздовжніх напівеліптичних ресорах з амортизаторами, кінці ресор встановлені в гумових опорних подушках, амортизатори гідравлічні, телескопічні, двосторонньої дії. Задня — балансуюча на двох поздовжніх напівеліптичних ресорах з шістьма реактивними штангами, кінці ресор ковзають.

### Гальма
Робоча гальмівна система — з барабанними механізмами з пневмоприводом (діаметр 440 мм, ширина накладок передніх гальмівних механізмів — 90, задніх — 140 мм, розтискання — кулачкове із застосуванням гальмівних циліндрів двоконтурним пневматичним приводом (один контур на передній і середній мости, другий — на задній міст); є допоміжний моторний гальмо-сповільнювач компресійного типу з пневмоприводом. Гальмо стоянки — трансмісійне, барабанне, з внутрішніми і зовнішніми колодками і механічним приводом. Встановлене на вихідному валу роздавальної коробки і діє на задній міст.

### Заправні обсяги та рекомендовані експлуатаційні матеріали
- Паливний бак — 165 л, дизпаливо;
- система охолодження двигуна (з підігрівачем) — 48 л,
- роздавальна коробка — 14,5 л.

### Додаткове обладнання
- передпусковий підігрівач двигуна.
- централізована система регулювання тиску повітря в шинах (КрАЗ-255Б і КрАЗ-255В).
- лебідка (КрАЗ-255Б і КрАЗ-255Л).
- лісовозне обладнання (КрАЗ-255Л).
- сідлово-зчіпний пристрій (КрАЗ-255В).

## Модифікації
- КрАЗ-255Б (1967) — базовий автомобіль з платформою, або шасі без платформи. Призначений для перевезення вантажів і буксирування причепів по дорогах I та II категорій, ґрунтових дорогах і місцевості. Шасі цього автомобіля широко використовується деякими підприємствами для монтажу автокранів, екскаваторів, бурильних установок, бетономішалок, сваєзабійних машин і багатьох інших видів техніки.
- КрАЗ-255БС (1969) — варіант для Крайньої Півночі.
- КрАЗ-255Б1 (1979) — модифікація з роздільним (двоконтурним) приводом гальм.
- КрАЗ-255В — сідловий тягач, призначений для буксирування напівпричепів загальною масою до 18 т по всіх видах доріг і 26 т по дорогах з твердим покриттям. Для зчіпки з напівпричепом автомобіль обладнаний сідлом.
- КрАЗ-255Д — тягач для роботи з активним напівпричепом ММЗ-881.
- КрАЗ-255Л — лісовоз з причепом-розпуском ТМЗ-803К.

## Застосування

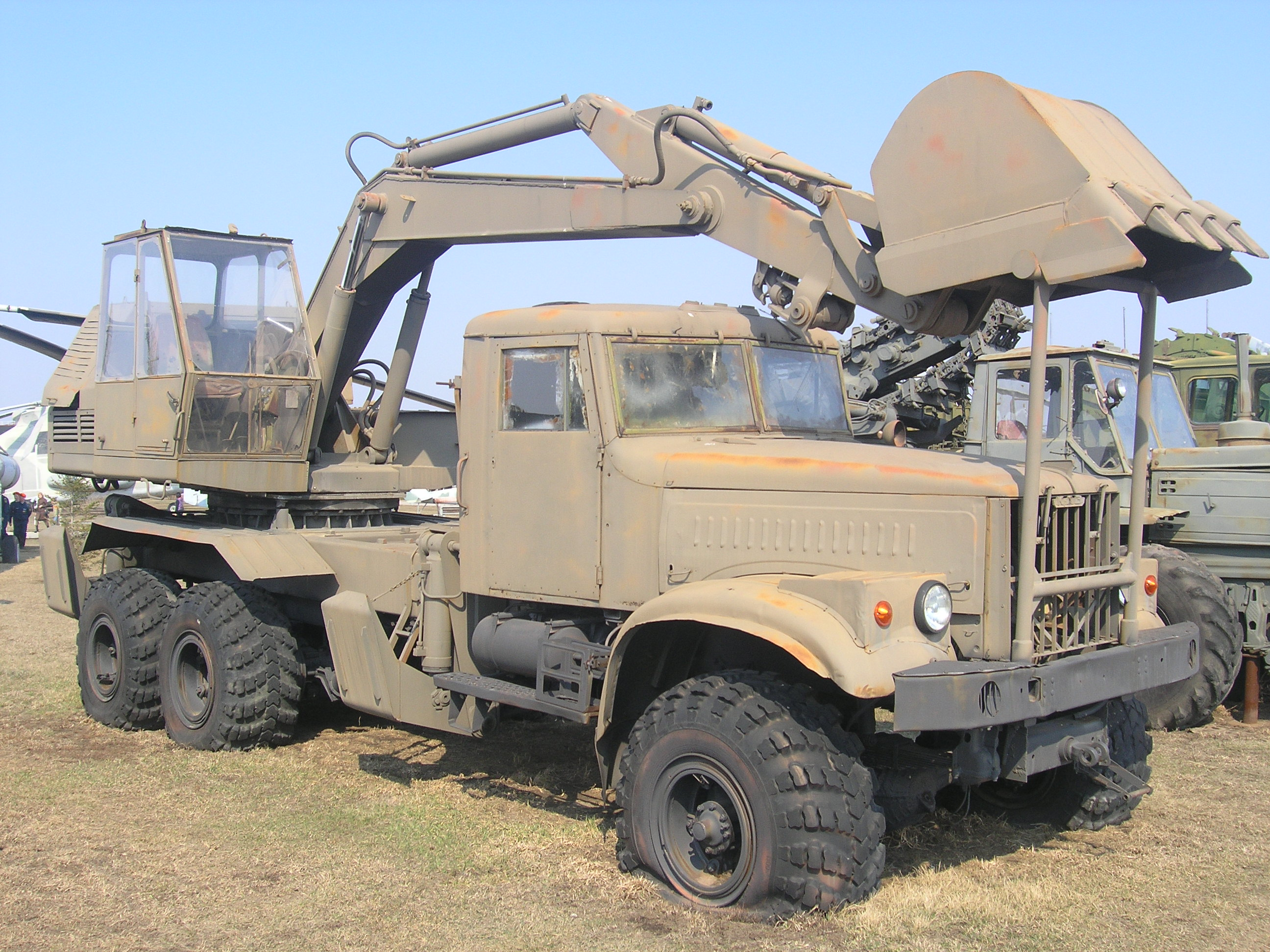
Гідравлічний екскаватор ЕОВ-4421 на шасі КрАЗ-255Б

КрАЗ-255 перебував на озброєнні в СРСР як окремо, так і як шасі під спецобладнання.
На шасі КрАЗ-255Б базувалося і таке обладнання
- понтонно-мостовий парк ПМП/ПМП-М,
- важкий механізований міст ТММ-3,
- екскаватор Е-305БВ,
- гідравлічний екскаватор ЕОВ-4421,
- автоцистерна АЦ-8,7.

Автомобіль застосовується і в народному господарстві
- лісовози,
- тягачі в автопарках і на аеродромах, у нафтогазовій промисловості.

### Бойове застосування
Під час російського вторгнення в Україну українські військові знищили 5 російських КрАЗ-255Б, а також захопили 2 російські КрАЗ-255Б.

## На озброєнні

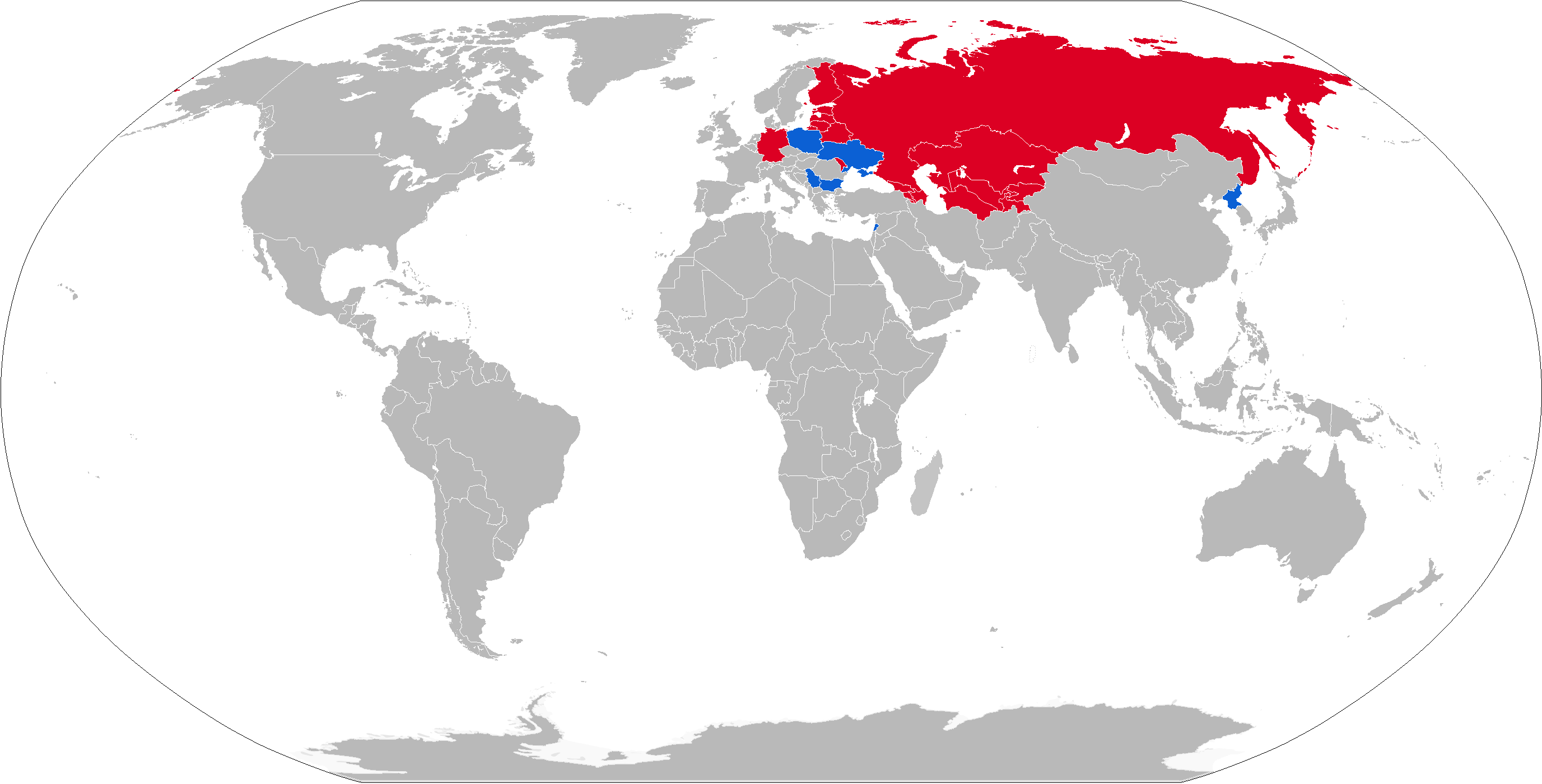
Карта з операторами КрАЗ-255, що позначені блакитним кольором, а колишні операторами червоним кольором

- Україна
- СРСР
- Росія
- НДР
- Сербія
- Болгарія
- Польща
- Ліван
- Ангола
- Куба
- Північна Корея

## Мистецтво
- КрАЗ-255 знявся на початку кліпу «Дикі танці» української співачки Руслани.
- Паливозаправник на базі КрАЗ-258 з причепом ТЗ 22 знявся в кліпі гурту «t.A.T.u.» «Нас не догонят».
- КрАЗ-255 та інші моделі, що випускаються заводом, лягли в основу комп'ютерної гри-симулятора «KRAZ» від компанії 1С.
- Пісня гурту «Джмелі» «КрАЗ-255».
- Пісня дніпровської групи ТОК — КрАЗ (кавер-версія Rammstein — Mein hertz brennt)
- Краз-255 в кінофільмі «Кінець Сатурна» 1967 на «службі» у німців.
- У грі MudRunner представлений як С-255.

## Галерея

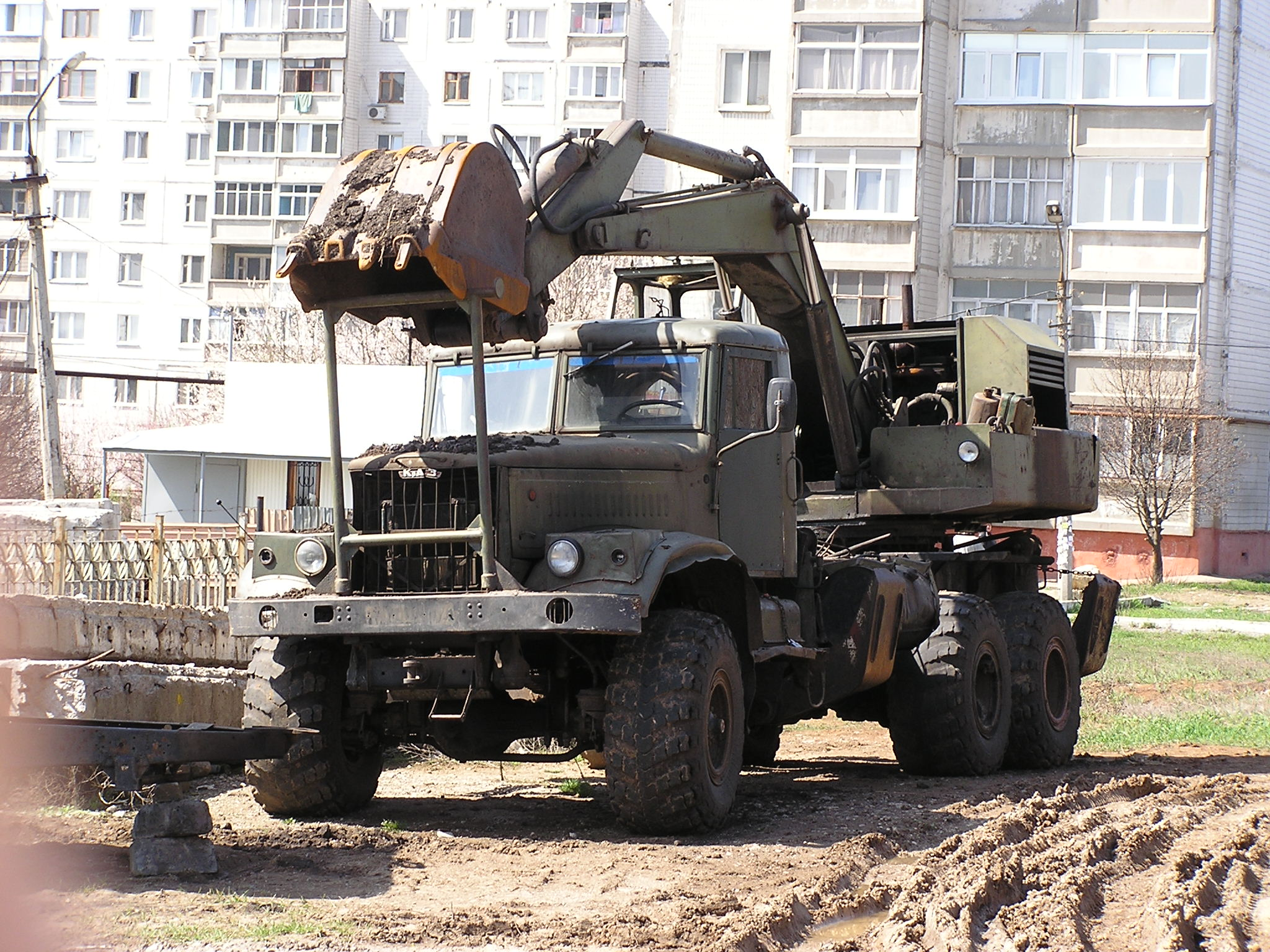
ЕОВ-4421
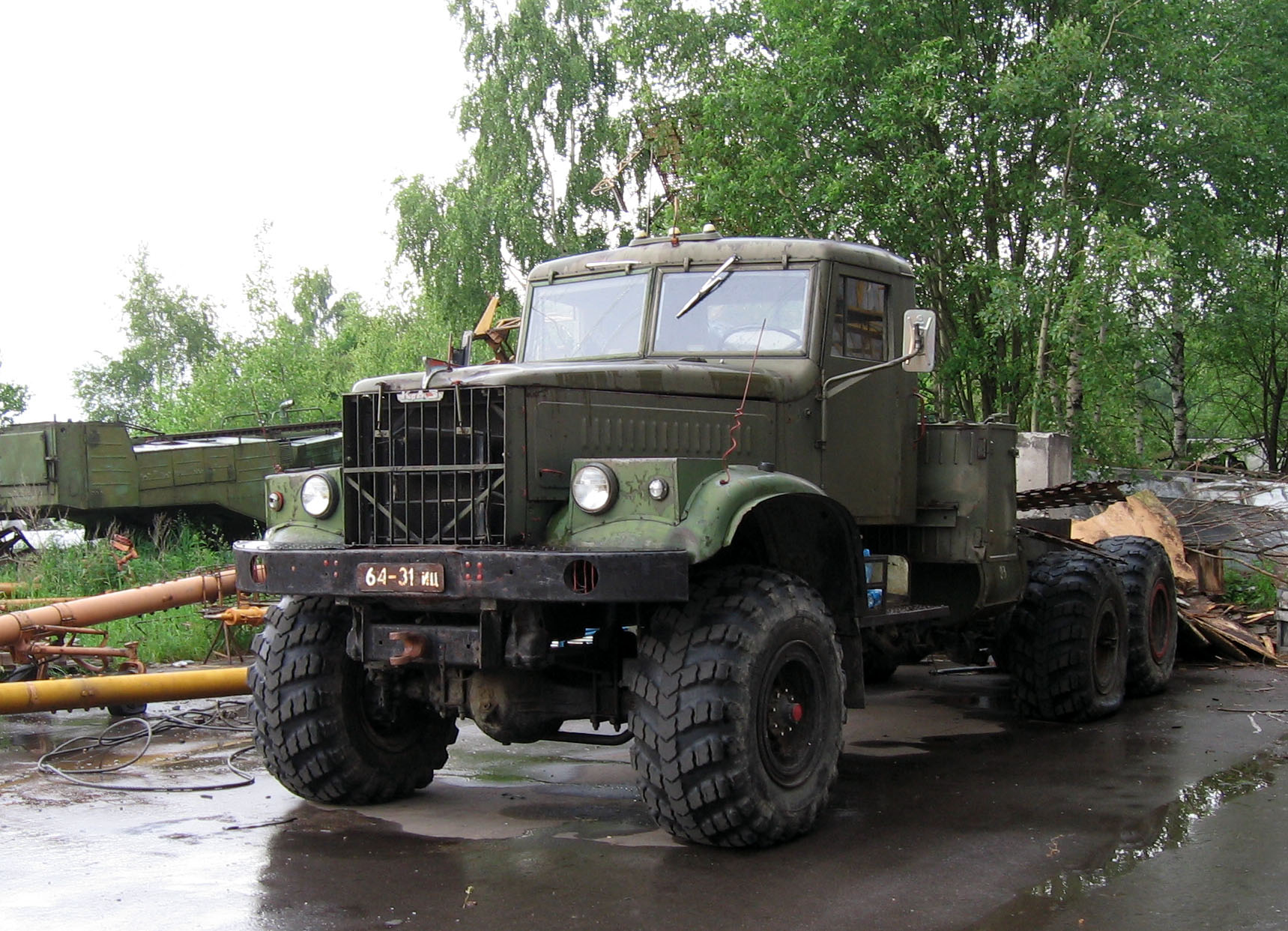
Аеродромний тягач КрАЗ-255В
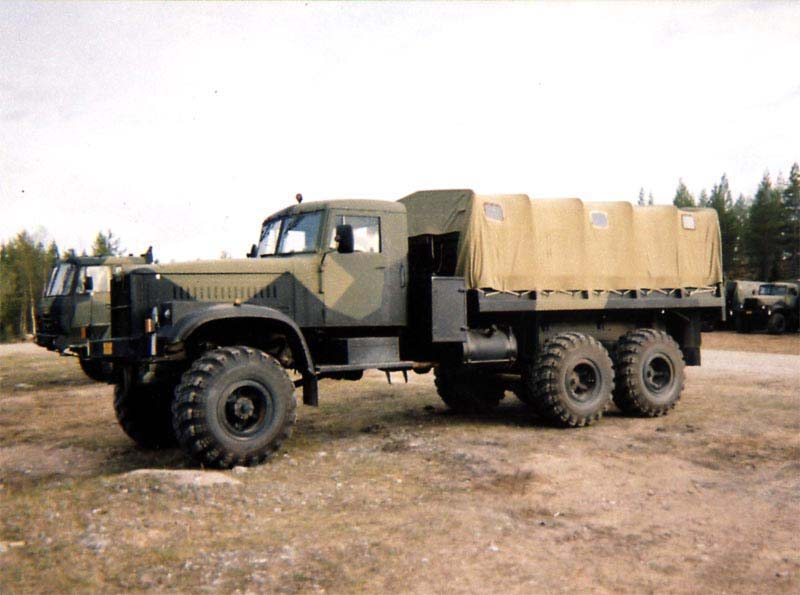
КрАЗ-255Б
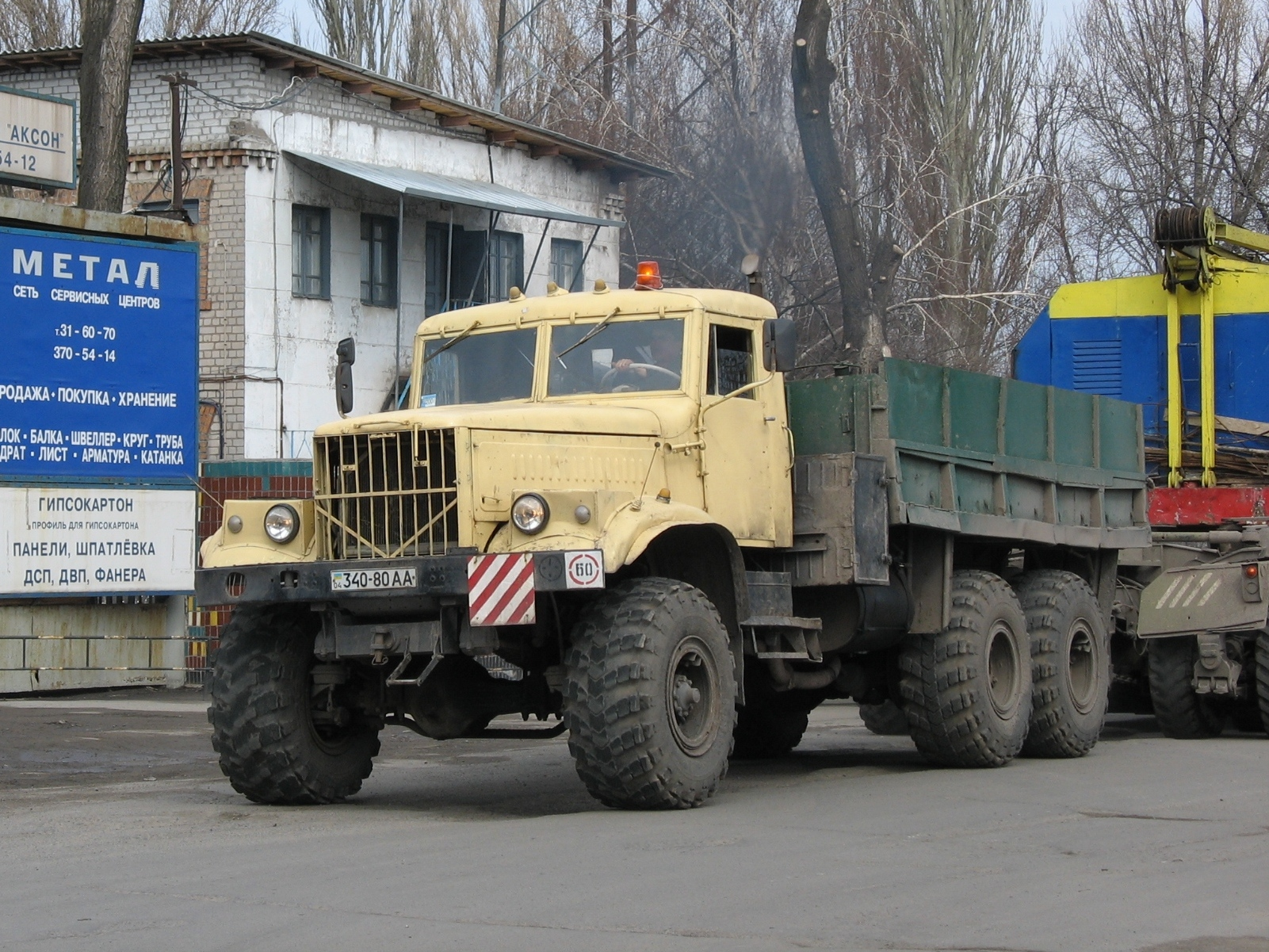
КрАЗ-255Б1
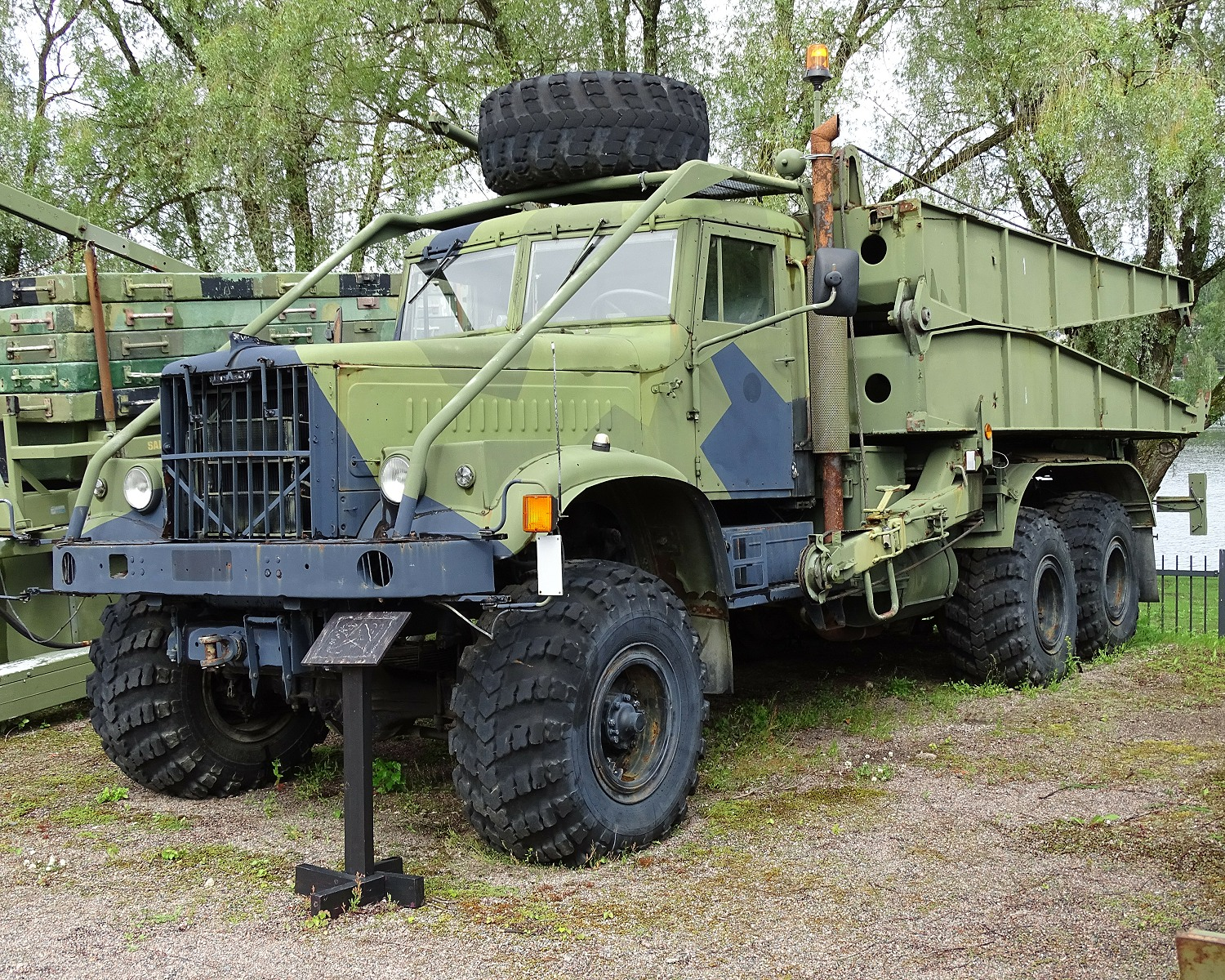
ТММ-3 в музеї, Фінляндія
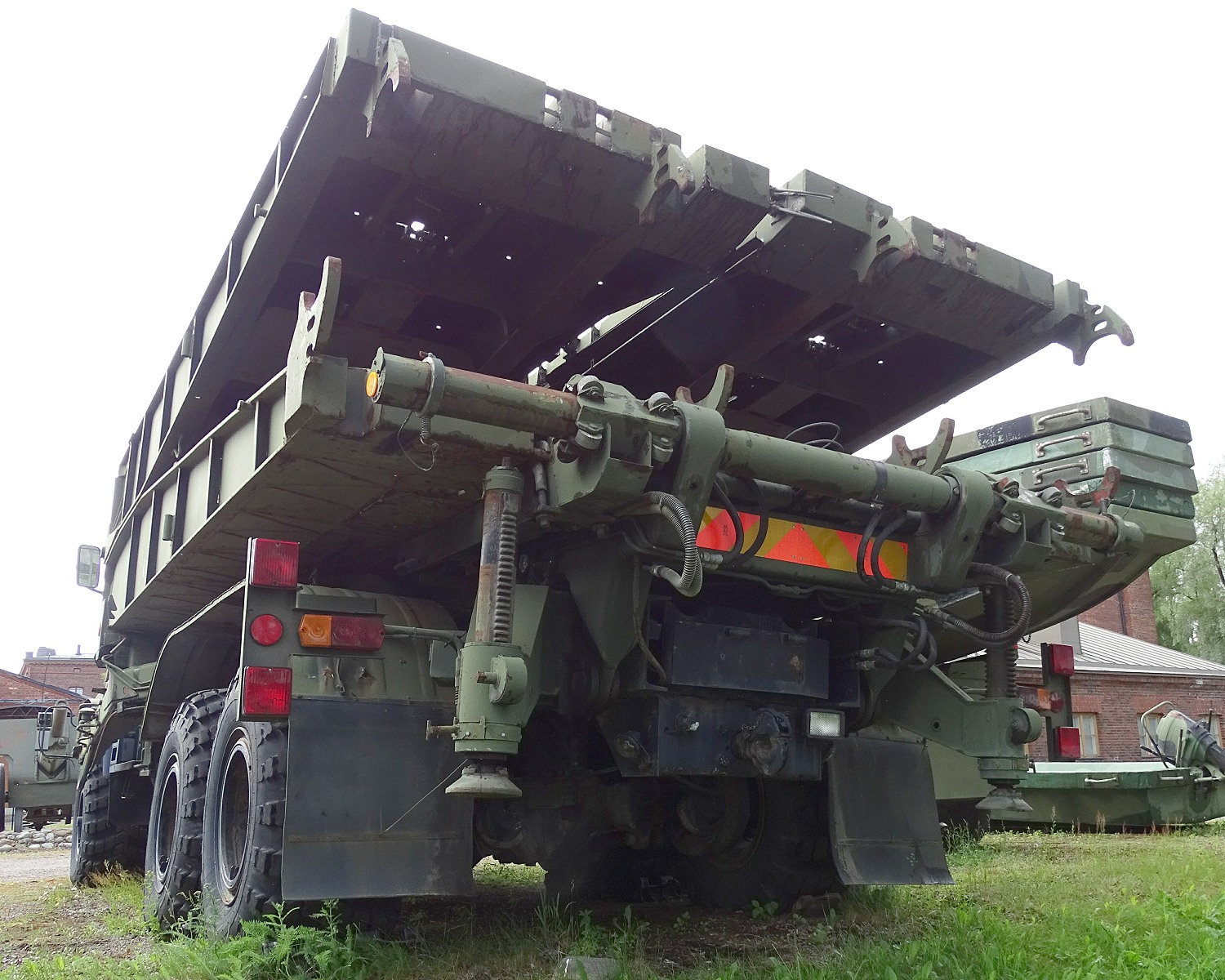
ТММ-3, вид ззаду